# Hania Rani
Hanna Maria Raniszewska (Gdańsk, 5 september 1990), bekend als Hania Rani, is een Poolse pianist, componist en zangeres.

## Loopbaan
In 2009 studeerde Rani af aan de Algemene Muziekacademie "Ogólnokształcąca Szkoła Muzyczna" (OSM) in Gdansk. Voorts studeerde ze aan de Frédéric Chopinuniversiteit voor Muziek in Warschau. 
Onder haar pseudoniem Hania Rani maakt zij populaire muziek.
Haar debuutalbum Esja uit 2019 is een verzameling solo-pianostukken.
In 2020 won ze de Fryderyk-prijs in de categorieën: "Alternative Album of the Year" voor het album Esja, "New Performance" met Mela Koteluk voor het nummer Odprowadź (piano versie), "Phonographic Debut of the Year" en "Componist of the Year" met het componistenduo Dawid Podsiadło / Olek Świerkot en ook in de categorie "Producer of the Year".
In 2020 kwam haar tweede album Home uit.
Haar albums Music for Film and Theatre en Inner Symphonies (met Dobrawa Czocher) kwamen in 2021 uit. Op 6 oktober 2023 bracht ze haar album Ghosts uit.
Rani componeerde ook de muziek voor de door Piotr Domalewski geregisseerde film I Never Cry.
In de aflevering Nightwalk van de korte-filmcyclus Women's Tales – geregisseerd door Małgorzata Szumowska voor het Italiaanse dameskleding- en accessoiremerk Miu Miu – is haar muziekstuk Eden gebruikt.
- Gemeinsame Normdatei: 1246129043
- International Standard Name Identifier: 0000 0004 7621 016X
- Library of Congress Control Number: no2022087901
- MusicBrainz: 59be490d-21e4-44d4-8cf2-939c8fbca25f
- Virtual International Authority File: 62155767335627760883